# Секу Уатара
Секу Уатара (*бл. 1665–1745) — засновник держави Конг, 1-й фагама (володар) у 1710—1745 роках. Повне ім'я Секу Уатара Абдул-Кадір Траоре.

## Життєпис
Походження його дещо суперечливе. За одними відомостями він за батьківською лінією належав до сенуфо — був сином Тібо Траоре й онуком Де Магана Траоре, масси (володаря) міста-держави Конг. За іншими відомостями його предками були ремісники з м. Тенегалі (9 км від Конга). Сам він займався став займатися торгівлею, ставши одним знайбагатших мешканців Тенегалі. Втім можливо, що батьківською лінією належав до роду Траоре, а за жіночою — до народу дьюла, що були торгівцями і ремісниками.
Народився близько 1665 року. Згодом прийняв іслам, взявши ім'я Абдул-Кадір. Також зробив Тенгелі центром поширення ісламу, отримавши від своїх прихильників почесне звання секу (шейх). Зумів об'єднати племена дьюла, створивши потужне військо. 1709 року прийшов на допомогу Абасу, вождю мандінка-гондж, спільно з яким успішно атакував державу Буна. Отримав за це золотий пісок та рабів. З останніх створивши піхотний корпус, який озброїв вогнепальною зброєю, яку закупив в голландців в колонії Ельміна.
1710 року виступив проти свого вуйка Ларісі Гамбеле, що ще раніше не допустив батька Уатари до влади. В місці Петоні створив військовий табір. На свій бік перетягнув ісламських уламів і жерців (фортігі). Також його підтримав Гбена, масса Набе і Міоро. Таємно встановив контакт з очільниками військ Ласірі. За цим атакував того, швидко повалив й стратив. Заклав основи ісламської держави Конг.
Розпочав активну зовнішню політику, приборкавши місцевих вождів сенуфо. Потім розширив землі до кордонів держави Нафана на заході, союзу Ашанті — на півдні, вівши війни з державою Г'янам. На північному сході кордон дійшов до держав мосі, підкоривши область Гвіріко. В результаті уся долина річки Чорна Вольта опинилася під владою Уатари. Успішним походам сприяла війська реформа: було створено піхоту (сунанги), основу яких становили полонені й раби, вдосконалено кінноту, що перестала бути привілеєю знаті. Для управління підкореними землями призначив кожного з 12 своїх синів на чолі кожної провінції, де звів потужну фортецю.
Взяв під контроль торгівельні шляхи до річки Нігер. Торгував європейцями рабами і золотом в обмін на текстиль, вогнепальну зброю, порох, спиртні напої та каурі. В імперії Сегу купував сіль, сушену рибу, ісламські книги та коней. В свою чергу забезпечував захист усіх торгівельних караванів в регіоні. Для цього у 1730 і 1739 роках було здійснено походи до річки Нігер, дійшовши до Дженне та взявши під контроль торгівельний центр Софана. Втім в подальшому спроби розширити володіння на землі бамбара наштовхнулися на ефективний спроти фаами Бітона Кулібалі. Він також розвивав зв'язки з мусульманськими літераторами, теологами та марабутами з Дженне та Тімбукту.
Помер 1745 року. Йому спадкував син Самандугу Уатара.